# Destructor Corazziere (1938)
El Corazziere va ser un dels dinou destructors de classe Soldati construïts per a la Regia Marina a finals de la dècada de 1930 i principis de la dècada de 1940. Completat a mitjans de 1939, va ser l'últim del primer lot d'una dotzena de vaixells a entrar en servei.

## Disseny i descripció
Els destructors de  classe Soldati eren versions lleugerament millorades de la classe Oriani anterior Tenien una longitud entre perpendiculars de 101,6 metres (333 peus 4 polzades) i una eslora de 106,7 metres (350 peus 1 polzada); una mànega de 10,15 metres (33 peus 4 polzades) i un calat mitjà de 3,15 metres (10 peus 4 polzades) i 4,3 metres (14 peus 1 polzades) amb càrrega profunda. El Soldatis va desplaçar 1.830–1.850 tones mètriques (1.800–1.820 tones llargues) amb càrrega normal, i 2.450–2.550 tones mètriques (2.410–2.510 tones llargues) amb càrrega profund. El seu rol durant la guerra era de 206 oficials i soldats.
El Corazziere estava accionat per dues turbines de vapor Parsons, cadascuna impulsava un eix de l'hèlix utilitzant vapor subministrat per tres calderes Yarrow. Dissenyats per a una potència màxima de 48.000 cavalls de potència (36.000 kW) i una velocitat de 34–35 nusos (63–65 km/h; 39–40 mph) en servei, els vaixells de la classe Soldati van assolir velocitats de 39–40 nusos (72–74 km/h; 45–46 mph) durant les seves proves de mar amb una càrrega lleugera. Portaven prou fuel per donar-los una autonomia de 2.340 milles nàutiques (4.330 km; 2.690 milles) a una velocitat de 14 nusos (26 km/h; 16 mph) i 682 nmi (1.263 km; 785 milles) a una velocitat de 34 nusos (63 km/h; 39 mph).
La bateria principal del Corazziere constava de quatre canons de 120 mil·límetres (4,7 polzades) de calibre 50 en dues torretes de dos canons, una a davant i a darrere de la superestructura. En una plataforma al mig del vaixell hi havia un canó d'obús d'il·luminació de 120 mil·límetres de calibre 15. La defensa antiaèria del Soldatis va ser proporcionada per vuit canons Breda Model 1935 de 20 mil·límetres (0,8 polzades). Els vaixells estaven equipats amb sis tubs de torpedes de 533 mil·límetres (21 polzades) en dos muntatges triples al mig del vaixell. Tot i que no tenien un sistema de sonar per a tasques antisubmarins, estaven equipats amb un parell de llançadors de  càrregues de profunditat. Els vaixells podien portar 48 mines.

## Història
A principis de la Segona Guerra Mundial formava part del XII Esquadró de Destructors, que incloïa els bessons Ascari, Lanciere i Carabiniere.
La nit abans de la declaració de guerra, entre el 9 i el 10 de juny de 1940, va dur a terme una missió de col·locació de mines entre les illes de Lampedusa i Kerkenna, conjuntament amb el Lanciere, els creuers Da Barbiano i Cadorna i les torpedineres Polluce i Calipso.
L'11 de juny va ser enviat a patrullar al Canal de Sicília juntament amb la resta de la XII Esquadra, l'XI Esquadró de Destructors (Artigliere, Aviere, Geniere, Camicia Nera), a la III Divisió (creuers pesats Trento, Pola, Bolzano) i VII (creuers lleugers Attendolo i Duca D’Aosta).
El 7 de juliol, a les 18.40 hores, va sortir d'Augusta juntament amb les unitats de secció i el creuer pesant Pola, unint-se després a la resta de la II Esquadró Naval (Divisions de Creuers I, II, III i VII per un total de 10 unitats i esquadrons de destructors IX, X, XI i XIII), després d'haver actuat com a força de suport en una operació de comboi per a Líbia, es va unir a la 1a Esquadra i va participar en la batalla de Punta Stilo del 9 de juliol: durant el replegament de la flota italiana en el combat, la XII Esquadra va ser enviada al contraatac: en partiuclar, el Corazziere llançà cap a les 16:22, tres torpedes contra els cuirassats anglesos, però no va aconseguir cap impacte.
El vespre del 5 d'octubre va salpar de Tàrent per a l'escorta dos transports a Líbia, juntament amb els tres vaixells de l'Esquadró XII (operació «CV»), però retornats al port després de l'albirament de cuirassats anglesos.
L'any 1941 el Corazziere va ser sotmès a obres que van suposar la substitució de l'obús lumínic per un cinquè canó de 120mm.
El 8 de febrer de 1941 va sortir de Messina juntament amb el Carabiniere i la III Divisió de Creuers (Trento, Trieste, Bolzano, formació que després es va unir als cuirassats Vittorio Veneto, Cesare i Doria) i als esquadrons de destructors (Maestrale, Grecale, Libeccio, Scirocco) i XIII (Fuciliere, Granatiere, Bersagliere, Alpino) per interceptar la formació britànica dirigida cap a Gènova per bombardejar-la, però no va poder evitar el bombardeig ni identificar els vaixells anglesos.
A les 5.45 del matí del 24 de febrer d'aquell any va salpar de Palerm juntament amb el seu bessó Ascari i als creuers Bande Nere i Diaz per proporcionar escorta indirecta a un comboi cap a Líbia (transports de tropes Esperia, Conte Rosso, Marco Polo i Victoria, destructors Baleno i Camicia Nera, torpedinera Aldebaran), però a les 3:43 de l'endemà 25 el Diaz va ser descobert i torpedinat pel submarí britànic Upright i després d'una violenta explosió, s'enfonsà ràpidament a la posició 34° 33′ N, 11° 45′ E / 34.550°N,11.750°E, amb la pèrdua de 484 homes.
Del 12 al 13 de març donà escorta indirecta, conjuntament amb el Carabiniere, l'Aviere, a la torpedinera Dezza i els creuers Trento, Trieste i Bolzano a un comboi (transport de tropes Conte Rosso, Marco Polo i Victoria, destructor Folgore, Camicia Nera i Geniere) en ruta Nàpols-Trípoli.
A les 5.30 del 26 de març de 1941 va sortir de Messina juntament amb l'Ascari i el Carabiniere i a la III Divisió de Creuers (Trento, Trieste, Bolzano), que amb diverses altres unitats (cuirassat Vittorio Veneto, I Divisió de creuers (Zara, Pola i Fiume) i VIII (Garibaldi i Duca degli Abruzzi), IX Esquadró de destructors (Alfieri, Oriani, Gioberti, Carducci), XIII (Granatiere, Bersagliere, Fuciliere, Alpino), XVI (da Recco, Pessagno) destinada a participar en l'operació Gaudo, que culminà amb la desastrosa batalla del Cap Matapan, que acabà amb la pèrdua de tota la I Divisió i dels destructors Alfieri i Carducci. Durant la batalla, les naus del XII Esquadró van prendre part en l'enfrontament de Gaudo i després van escortar els creuers de la III Divisió durant la retirada italiana, defensant-los amb el seu propi foc antiaèri.
A les primeres hores del 24 de maig de 1941 va sortir de Messina juntament amb el Lancière, l'Ascari i a la III Divisió de Creuers (Trieste i Bolzano) per donar escorta indirecta a un comboi en ruta Nàpols-Trípoli, format perls transports de tropes Conte Rosso, Marco Polo, Esperia i Victoria escortat pels destructor Freccia i les torpedineres Pegaso, Procione i Orione a les 20:40, però el Conte Rosso va ser atacat pel submarí i HMS Upholder  i s'enfonsà en 10 minuts, portant-se amb ell 1297 homes; el Corazziere va aconseguir recuperar 1432 supervivents, conjuntament amb el Lanciere i les torpedineres Procione i Pegaso.
El 25 de juny va formar part de l'escorta indirecta, formada pels creuers Trieste i Gorizia i del destructor Ascari (afegint-se en ruta després d'haver salpar de Messina) i Carabiniere, a un comboi format pels transports de tropes Esperia, Marco Polo, Neptunia i Oceania, escortats per destructors Aviere, Gioberti, Geniere i da Noli sobre la ruta Nàopols-Trípoli; després d'una escala a Tàrent el dia 27, els vaixells van arribar al seu destí el 29 de juny malgrat alguns atacs aeris que van causar danys menors a l'Esperia.
Del 16 al 18 de juliol va oferir escorta indirecta, juntament amb els creuers Trieste i Bolzano i als destructors Carabiniere i Ascari, a un comboi format per transports de tropes Marco Polo, Neptunia i Oceania, amb l'escorta dels destructors Gioberti, Lanciere, Oriani, Geniere i de la torpedinera Centauro, a la ruta Tàrent-Trípoli: tots els vaixells van arribar il·lesos a la seva destinació, evitant també un atac del submarí HMS Unbeaten dirigit contra ’ Oceania.
El 23 de setembre va posar un camp de mines al sud-est de Malta juntament amb les tres unitats de la XII Esquadra, amb l'escorta de l'Aviere i del Camicia Nera.
El 24 de setembre va salpar des de Palerm juntament amb els creuers lleugers Duca degli Abruzzi i Attendolo, a la III Divisió (creuers pesats Trento, Trieste i Gorizia), a la resta de la XII Esquadra i a l'Esquadró de Destructors (Maestrale, Grecale i Scirocco) per interceptar un comboi britànic, sense èxit.
El 21 de novembre de 1941 va sortir a la mar per escortar els destructors fins a Messina, juntament amb el creuer lleuger Garibaldi, els destructors Vivaldi, da Noli, Granatiere, Fuciliere, Aviere i Carabiniere i la torpedinera Perseo, al creuer lleuger Duca degli Abruzzi, greument danyat pels torpediners durant una missió d'escorta indirecta a dos combois a Líbia.
El 13 de desembre va sortir de Tàrent juntament amb els destructors Carabiniere i Geniere per incorporar-se a la força de cobertura de l'operació «M 41» (tres combois a Líbia formats per 6 vaixells mercants, 5 destructors i un vaixell torpediner), que però va quedar arruïnat pels atacs submarins, que van enfonsar dos transports. (el Fabio Filzi i el Carlo del Greco) i va danyar greument el cuirassat Vittorio Veneto.
El 16 de desembre va formar part, juntament amb els cuirassats Andrea Doria, Giulio Cesare i Littorio, i els destructors Granatiere, Maestrale, Fuciliere, Bersagliere, Alpino, Carabiniere, Oriani, Gioberti i Usodimare, de la força de suport a l'operació de combois per a Líbia «M 42» (dos combois formats en total per vaixells mercants Monginevro, Napoli, Ankara i Vettor Pisani escortats pels destructors Saetta, Da Recco, Vivaldi, Da Noli, Malocello, Pessagno i Zeno, que van salpar de Tàrent direcció Bengasi – l’ Ankara i el Saetta – i Trípoli – la resta –); els vaixells van arribar il·lesos al seu destí el dia 18, mentre que el grup de suport prenia part en un inconclús combat amb una formació britànica que prengué el nom de primera batalla de Sirte, durant la qual el Corazziere tampoc no va tenir cap paper particular.
Després del final de la batalla, Acabada la batalla, cap a les sis de la matinada del 18 de desembre, el Corazziere, mentre maniobrava a alta velocitat, col·lissionà amb el Granatiere: ambdós vaixells van patir baixes molt greus, amb les dues proes quedant molt malmeses, havent de tornar a remolc fins a Orgolsoli, un petit port de Grècia, on estava amarrat al centre de la badia a uns cent metres del moll amb només l'ancora de popa. Part de la tripulació va ser desembarcada. Després de dies d'espera, on no es va presentar cap ajuda, els pocs membres de la tripulació que quedaven a bord del Corazziere (uns 30 mariners) van decidir construir un reforç mur de formigó per reconstruir part de la proa que s'havia fet malbé. L'obra es va acabar la nit de Nadal.
A causa de la gravetat dels danys, els treballs de reparació del vaixell van durar molt de temps, permetent la tornada al servei del Corazziere, al comandament del capità de fragata Antonio Monaco, 8 de maig de 1942. Durant les obres, a més de la reconstrucció de la proa, es va instal·lar l'ecogoniometre i altres dues metralladores de 20 mm. Va participar en l'acció a la Mediterrània oriental el 13-14-15 de juny de 1942, escortant la VIII Divisió Naval (Garibaldi, Gorizia i Trento) que constituïa l'avantguarda de la major part de la formació de cuirassats Vittorio Veneto i Littorio.
A partir del 2 de juliol d'aquell any va ser enviat a Navarino juntament amb els bessons Bersagliere, Mitragliere i Alpino i el creuers lleugers Garibaldi, Duca d’Aosta  i Duca degli Abruzzi (que formaven la VIII Divisió), romanent-hi durant quatre mesos: aquesta formació hauria d'haver intervingut en el cas dels combois a navegació a la zona centre-oriental del Mediterrani van ser atacats per vaixells britànics que partien de les bases a l'Orient mitjà, però mai hi va haver la necessitat.
En aquest període el vaixell només va fer una sortida, juntament amb l'Alpino, el 13 d'agost, per escortar a Bengasi el vaixell a motor Monviso (procedent de Brindisi), però a les 15.20 d'aquell dia el transport va ser impactat per dos torpedes llançats des del submarí HMS Thorn 8 milles per 333° des de Sidi Sueicher (Costa líbia) i va anar al fons: el Corazziere i l'Alpino, per ordre de la Supermarina, van haver de tornar a Navarino. El Corazziere no es va adonar de la presència del submarí enemic, atès que el sonar amb què estaven equipats era defectuós i, per tant, inutilitzable. El submarí va ser enfonsat poc després per la torpedinera Pegaso, amb seu a Bengasi.
El 31 d'octubre va marxar juntament amb el seu bessó Bersagliere i el més antic Da Recco per transportar a Tobruk càrrega de 250 tones de munició, (dividides en els tres vaixells): navegant per la ruta de la Mediterrània oriental, travessant el canal de Corint, passant Atenes i lliscant cap avall davant de l'illa de Poros i Ydra i més avall, vorejant Cerigo, passant entre Cerigotto i Creta, els tres vaixells van arribar al seu destí el 2 de novembre malgrat els violents atacs aeris de bombarders i torpediners que van durar dues hores i mitja la nit de l'1 i el 2 de novembre, durant el qual el Corazziere, lleugerament malmès per una bomba, tenia dos ferits, dos d'ells greus.
Entre finals de 1942 i principis de 1943 va dur a terme nombroses missions de transport ràpid de tropes i materials i de col·locació de mines.
A principis de febrer de 1943 va dur a terme una missió de transport de tropes a Tunis juntament amb els destructors Zeno, da Noli i Malocello. Cap a les 22.00 del 5 de febrer, navegant de tornada (amb l'almirall Lorenzo Gasparri a bord) va ser atacada per una llanxa ràpida alemanya, que va obrir una esqueixada d'uns dotze metres: la nau va començar a carregar aigua i alguns membres de la tripulació la van abandonar, però va ser possible continuar lentament cap a la destinació. Conjuntament a Trapani, el destructor desembarcà la munició i el 8 de febrer, a les 7, abandonà el port sicilià dirigint-se cap a Palerm.
Del 9 al 14 de febrer, el Corazziere va patir algunes reparacions provisionals per tornar-lo a estar en condicions de navegar.
A les 6:40 del matí del 15 de febrer, la unitat va sortir de Palerm escortada pel destructor Premuda, i a les 15:20 hores va amarrar a la Villa del Popolo, lloc de desembarcament de Nàpols. Mitja hora més tard, la ciutat va ser sotmesa a un fort bombardeig per part de 14 bombarders nord-americans de la Nova Força Aèria, apuntant al port:durant l'atac, el Corazziere va rebre l'impacte de dues bombes que van explotar sota la quilla després d'haver perforat totes les cobertes, van treure la secció de proa de 22 metres de llarg. No hi va haver víctimes ni ferits, però els danys van ser molt greus (la proa retirada i danys a les màquines), havent d'emprar-se bombes suplementàries subministrades per Marina Napoli per mantenir el vaixell a flotació.
Els treballs de reparació temporals van durar més d'un mes, durant el qual la majoria de la tripulació (uns 150 homes, inclosos tots els suboficials excepte un i tots els oficials excepte el comandant Mònaco i el director de tir) van ser desembarcats i traslladats. L'1 d'abril el Corazziere va sortir de Nàpols remolcat per uns remolcadors, juntament amb el destructor Maestrale (danyat a la popa per l'impacte contra una mina), dirigint-se cap a Gènova; va arribar a la capital de Ligúria el 3 d'abril i altres setanta homes, entre ells el comandant Mònaco, van abandonar la nau. A Gènova, a l'OARN (Tallers d'equipament i reparació de vaixells), el Corazziere, a més de reparacions importants, també hauria d'haver rebut algunes modificacions, i l'eliminació del complex de llançatorpedes a popa, substituït per dos metralladors de 37/54 mm.
El 8 de setembre de 1943, en la proclamació de l'armistici, només quedaven amb el vaixell uns quaranta homes, i aquella mateixa tarda va ser enfonsat, les últimes vàlvules de la sentina van ser obertes pel Sotscap silurista Bruno Taglieri. Quan llavors intentaven allunyar-se del port van ser vists i metrallats per les tropes alemanyes: només 6 homes, que havien marxat tard, van aconseguir salvar-se, amagant-se en un túnel en construcció que per a l'ocasió va ser utilitzat com a refugi antiaeri.
Atès que el vaixell enfonsat va romandre en reparació, la recuperació per part dels alemanys va ser ràpida i fàcil. Tanmateix, la unitat mai va tornar al servei: parcialment demolida pels alemanys, va ser enfonsada al port de Gènova durant un fort bombardeig aeri el 4 de setembre de 1944, mentre que altres fonts en canvi informen del seu enfonsament pels mateixos alemanys l'abril de 1945.
Durant tota la guerra, el Corazziere havia realitzat un total de 128 missions bèl·liques, que van cobrir un total de 45.782 milles.
L'any 1953 el derelicte va ser recuperat i desmantellat en sis mesos.

### Comandants
- Capitano di fregata Gastone Minotti - 1939-1940
- Capitano di fregata Carlo Avegno - 10 de juny – desembre de 1940
- Capitano di vascello Carmine D'Arienzo – desembre de 1940 – setembre de 1941
- Capitano di vascello Paolo Melodia - setembre de 1941 – gener de 1942
- Capitano di fregata Antonio Monaco di Longano - 10 d'abril de 1942 - 15 d'abril de 1943
- Capitano di fregata Giuseppe Gregorio - 16 d'abril - 9 de setembre de 1943